# They Were Born to Kill
They Were Born to Kill är en bootleg-EP inspelad av det amerikanska punkrockbandet The Offspring. EP:n innehåller två låtar, vilka båda är demoversioner av låtar som tidigare hade lanserats på bandets debutalbum. Låtarna är direkt tagna från B-sidan av demoutgivningen Tehran som spelades in 1988. They Were Born to Kill pressades på svart, grå, röd och lila vinyl. Namnet, typsnittet och framsidan på EP:n kommer från filmen From a Whisper to a Scream (även känd som The Offspring) som släpptes 1987; titeln They Were Born to Kill kommer från denna films tagline.

## Låtlista
Alla låtar är skrivna och komponerade av Dexter Holland, om inte annat anges. 
| Nr           | Titel                 | Kompositör   | Längd |
| ------------ | --------------------- | ------------ | ----- |
| 1.           | Jennifer Lost the War |              | 2:35  |
| 2.           | Out on Patrol         |              | 2:33  |
| Total längd: | Total längd:          | Total längd: | 5:08  |

## Medverkande
- Dexter Holland – sång och kompgitarr
- Noodles – sologitarr
- Greg K. – elbas
- Ron Welty – trummor